# Myra Delgadillo
Myra Alexandra Delgadillo Prado (Union City, California, 9 de diciembre de 1995) es una futbolista mexicana que juega como delantera en el Club de Futbol Monterrey (femenino). Además, es internacional con la selección femenina de fútbol de México.

## Biografía
Myra Delgadillo nació en Union City, California. Asistió a la James Logan High School y fue capitana del equipo universitario de fútbol femenino durante tres años.

## Trayectoria

### Fresno F. C. Ladies
En 2018, Delgadillo jugó para las Fresno F. C. Ladies en la Women's Premier Soccer League.

### Spartak Subotica
En junio de 2019, Delgadillo se unió al Spartak Subotica de la Primera Liga Serbia de fútbol femenino.

### S. C. Braga
En julio de 2020, firmó con el Sporting Clube de Braga del Campeonato Nacional de Fútbol Femenino de Portugal.

## Selección nacional
El 23 de octubre de 2021, Delgadillo debutó con la selección de México en una victoria por 6-1 sobre Argentina en el estadio Tepa Gómez.